# KZ-Außenlager München (Agfa Kamerawerke)

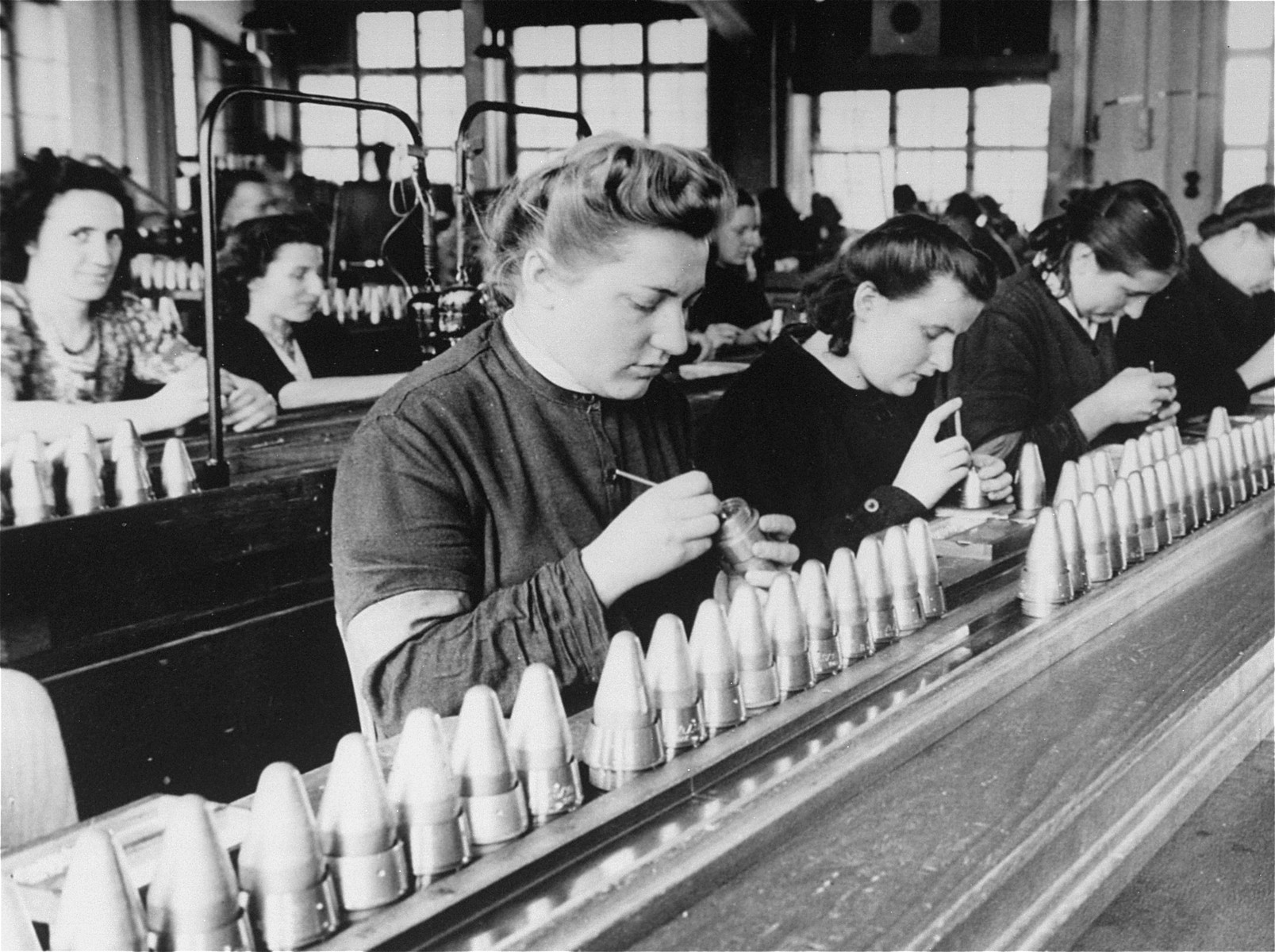
Herstellung von Bomben-Zündern durch inhaftierte ausländische Arbeiterinnen bei Agfa im Mai 1943 (Foto: United States Holocaust Memorial Museum)

Das KZ-Außenlager München (Agfa Kamerawerke) in München-Giesing war vom 13. September 1944 bis 30. April 1945 eines der 169 Außenlager des Konzentrationslagers Dachau.

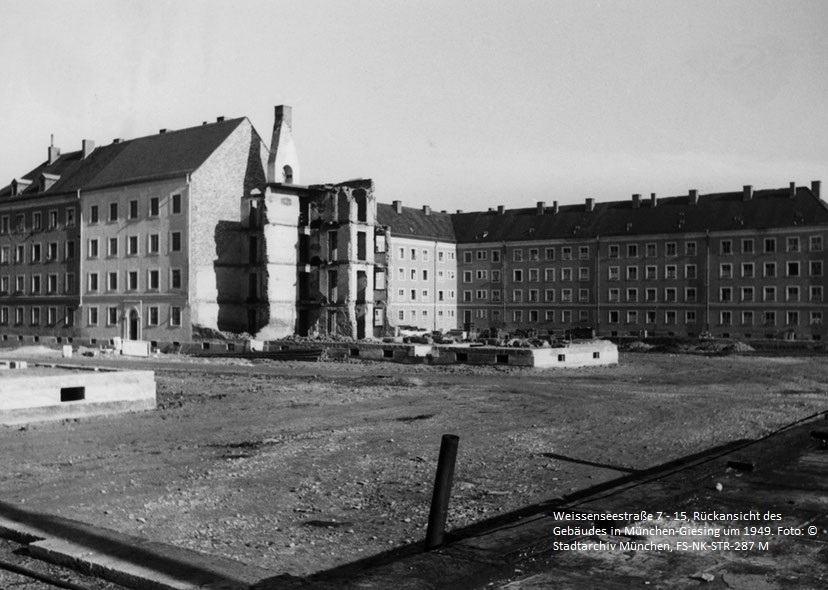
Rückseite des ehemaligen KZ-Außenlagers Weißenseestraße 7–15, im November 1949

Hier arbeiteten im Agfa Camerawerk an der Tegernseer Landstraße 161 in München insgesamt etwa 700 weibliche KZ-Gefangene, im Mittel 500, darunter zweihundert aus den Niederlanden und ungefähr dreihundert aus Ost- und Südost-Europa, zumeist Polinnen. Sie verrichteten Zwangsarbeit im Agfa Camerawerk, damals ein Teil der I.G. Farben. Dort wurden Zeitzünder für Flugabwehrgranaten zusammengesetzt und Teile für die Waffensysteme V1 und die V2 hergestellt.
Die Frauen waren im damals noch nicht fertiggestellten, heute noch bestehenden Wohnblock Weißenseestraße 7–15 in München-Giesing untergebracht, der noch vor seiner Fertigstellung bei einem Bombenangriff beschädigt worden war. In jedem Zimmer waren etwa sechs Frauen untergebracht. Ein Stacheldrahtzaun und vier Wachtürme umgaben das Gelände. Der Fußweg zum Werk dauerte etwa zwanzig Minuten.
Der Kommandant der Wachmannschaft war Kurt Konrad Stirnweiß. In den Berichten der niederländischen Frauen wird SS-Untersturmführer Stirnweiß als streng und pflichtbewusst wahrgenommen, doch habe er sich auch für die KZ-Häftlinge eingesetzt. Sein Stellvertreter, der SS-Scharführer Alexander Djerin wurde negativer gesehen. Über die elf Aufseherinnen wenig bekannt, mit Ausnahme der nicht besonders beliebten Frau Richter, die die Gefangenen häufig schlug.
In München gab es zudem die KZ-Außenlager München-Neuaubing (Dornier) und München-Riem, sowie mehr als 30 weitere Münchner KZ-Außenkommandos.

## Gefangene
193 Niederländerinnen sowie zehn Frauen aus anderen Ländern waren überwiegend aufgrund ihrer Widerstandstätigkeit verhaftet worden. Das Gleiche galt für die Sloweninnen. Die polnischen Frauen waren als Vergeltungsmaßnahme für den Warschauer Aufstand ins KZ verschleppt worden. Die Niederländerinnen kamen aus dem KZ Herzogenbusch und der Haftanstalt Haaren, darunter Simone Guillissen-Hoa, Ella Lingens-Reiner, Leonie van Rooij-Overgoor und Betty Trompetter. Als die Alliierten vorrückten, wurden die Häftlinge nach Deutschland transportiert und am 8. September 1944 dem KZ Ravensbrück überstellt.
Die etwa 250 Frauen, darunter die Niederländerinnen, die am 15. Oktober 1944 aus Ravensbrück in München-Giesing eintrafen, tauschten etwa 250 überwiegend polnische Frauen aus, die am gleichen Tag von Giesing nach Ravensbrück zurückgeschickt wurden. Danach müssen alle Frauen im Außenlager Agfa-Kamerawerke unter der Drohung gelebt haben, nach Ravensbrück zurückgeschickt zu werden.
Kurz vor Ende der Fertigung im Werk wurden am 9. April 1945 neun Zwangsprostituierte aus dem Hauptlager Dachau zum Außenlager Agfa-Kamerawerke überstellt. Unter den Niederländerinnen befanden sich etwa fünf Prostituierte. Aus dem KZ Herzogenbusch waren etwa fünfzig dieser Frauen ebenfalls mit nach Deutschland gekommen. Sie wurden beschuldigt, Wehrmachtssoldaten mit Geschlechtskrankheiten angesteckt zu haben.

## Das Leben im Lager

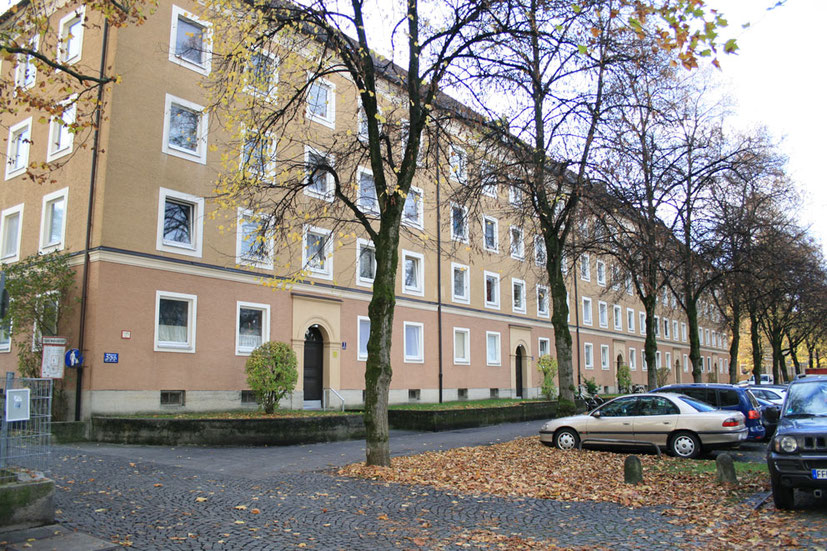
Das ehemalige KZ-Außenlager Weißenseestraße 7–15 im Jahr 2017

Zunächst stammten die Angaben über das Außenlager Agfa-Kamerawerke aus dem Buch Gefangene der Angst von Ella Lingens. Frau Lingens war als politischer Häftling und Ärztin in Auschwitz und kurze Zeit im Außenlager Agfa-Kamerawerke. Ihre Darstellung dieses Außenlagers löste bei den niederländischen Überlebenden des Lagers heftige Proteste aus, weil sie die Niederländerinnen unter anderem als naiv darstellte und Fakten falsch auslegte. Daraufhin veröffentlichten einige Niederländerinnen ihre eigenen Berichte. Der ausführlichste Bericht stammt von Kiky Gerritsen-Heinsius. Substantielle Berichte von Frauen der übrigen Nationen sind nicht bekannt.
Folter, Mord und brutale Schikanen gehörten nicht zum Alltag des Außenlager Agfa-Kamerawerke. Gelitten haben die Frauen unter den vielen Luftangriffen, der Kälte, mangelhafter Ernährung, ungenügender Hygiene und schlechter Kleidung. Krankheiten waren die Folge. Außerdem waren die Niederländerinnen seit der Evakuierung des Lagers Herzogenbusch Anfang September 1944 völlig von der Heimat abgeschnitten. Sie erhielten weder Post noch Pakete. Zwei Niederländerinnen starben während ihres Aufenthalts in München. Laut unbestätigter Aussage von Leni Leuvenberg wurden zwanzig polnische Frauen, die auf dem Gelände der Agfa-Werke untergebracht waren, beim Luftangriff am 25. Februar 1945 getötet. L. Eiber nennt eine vierzigjährige Polin, die am 7. Oktober 1944 starb.
Die Frauen arbeiteten am Fließband mit deutschen Zivilisten zusammen. Es stand jeweils eine Deutsche neben einer Gefangenen. Den Zivilisten war eine Annäherung an die Gefangenen untersagt. Es gab trotzdem von den Gefangenen sehr geschätzte Freundlichkeiten von Zivilisten. Die Nähe zu ihnen schützte die Gefangenen außerdem vor Übergriffen seitens der Aufseherinnen.

## Streik
Am 12. Januar 1945 streikten die Niederländerinnen, unterstützt von den Sloweninnen. Die Frauen verweigerten gemeinsam spontan und planlos die Arbeit. Trotzdem wurde für diese Aktion eine Rädelsführerin ausgesucht und die Niederländerin Mary Vaders schwer mit Zellenhaft im KZ Dachau bestraft. Die Situation verlief relativ glimpflich, weil sich die Frauen nicht gegen die Lagerleitung, sondern gegen die Werksleitung stellten. Sie protestierten gegen den vom Werk ausgeübten Arbeitsdruck und gegen das von der Agfa bereitgestellte Essen. Zuvor kam das Essen der Gefangenen aus dem Hauptlager Dachau. Obwohl es aufgrund der Kriegshandlungen immer öfter verspätet geliefert wurde, war es im Gegensatz zu dem Essen aus den Agfa-Werken fast ausreichend.
Die Niederländerinnen hielten zusammen. Sie bastelten, schrieben Gedichte und hielten Gottesdienste ab. Es gab wenig Freizeit, aber während des Jahreswechsels war die Fabrik einige Tage geschlossen. Es wird oft von Sabotage an Produktion und Maschinen berichtet.

## Befreiung bei Wolfratshausen

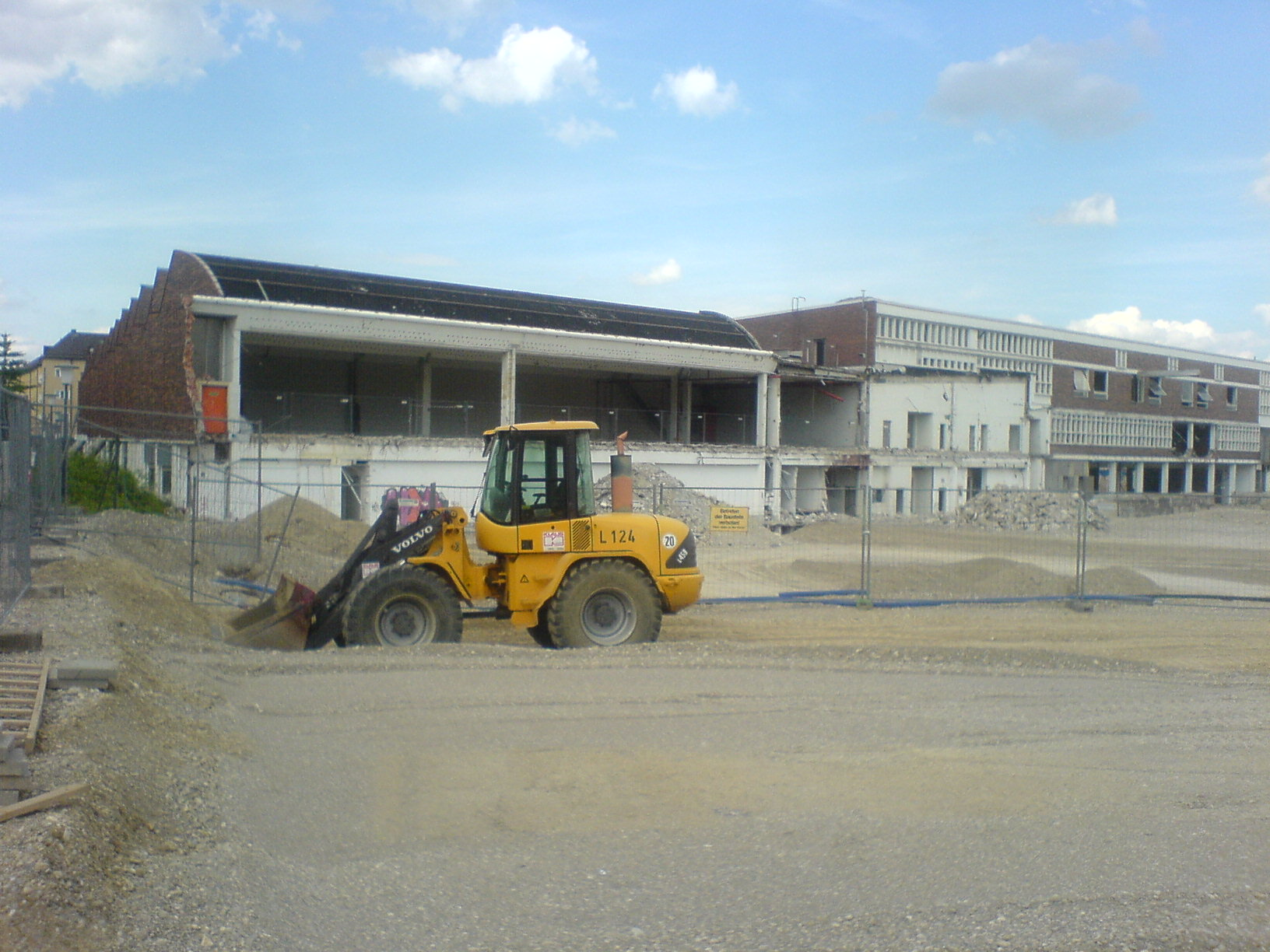
Abbruch der Agfa-Geveart-Produktionsstätten in 2011

Am 23. April 1945 wurde das Werk geschlossen. Die Transportwege zum Werk waren zerstört und ohne Materialzufuhr kam die Produktion zum Erliegen. Am 26. April 1945 erhielten die Frauen den Marschbefehl. Die Mehrheit verließ das Lager in Giesing früh am folgenden Morgen; nur die Kranken und einige weitere Frauen blieben im Lager zurück. Es heißt, dass es den Frauen freigestellt war, im Lager zu bleiben. Dass die große Mehrheit das Lager verlassen hat, deutet darauf hin, dass die Frauen Kommandant Stirnweis vertrauten und Angst vor der Zerstörung Münchens hatten. Der sogenannte Todesmarsch endete in Wolfratshausen. Die Frauen erreichten am 28. April spät nachmittags den Walserhof in Wolfratshausen. Die Route zwischen Giesing und Wolfratshausen ist unklar. Es wird behauptet, dass sie über Grünwald bis Deining, dann nach Westen marschierten, aber dann wären die Frauen schon am 27. April in Wolfratshausen angekommen.
Am Abend des 30. April erreichten die Amerikaner Wolfratshausen. Am 1. Mai gab Kommandant Stirnweis die Frauen in die Obhut der Alliierten. Die Unterbringung und Versorgung der etwa fünfhundert Frauen auf dem Hof ist der Familie Walser in Wolfratshausen zu verdanken. Die in München und im Krankenrevier von Dachau zurückgebliebenen Frauen wurden etwa am 30. April 1945 von den Amerikanern befreit.
Am 4. Mai wurden die Frauen ins Lager Föhrenwald verlegt. Das Gros der niederländischen (und die zehn verwandten Frauen) wurden am 15. Mai in Föhrenwald vom Schweizerischen Roten Kreuz abgeholt. Aus der Schweiz sind sie mit einem Sonderzug via Frankreich und Belgien in die Niederlande zurückgekehrt.

## Juristische Aufarbeitung
Im Rahmen der Dachauer Prozesse wurde Kurt Konrad Stirnweis zu zwei Jahren, sein Stellvertreter Alexander Djerin zu vier Jahren Arbeitslager verurteilt.